# 佐々木亮 (漫画家)
佐々木 亮（ささき りょう、1970年12月18日 - ）は、日本の漫画家兼イラストレーター。女性。
本人も使用している愛称は「ささりょー」、自画像的キャラクターとして「しまねこ」が存在する。

## 概要
コンピュータゲームのアンソロジー、オリジナル漫画、小説の挿絵、テレビゲームソフトのキャラクターデザインなどを手がけている。作風は柔らかめのタッチで、ほんわかした雰囲気の絵柄と内容が特徴。
オリジナル作品の原作を担当する藤浪智之は、佐々木亮の配偶者である。ゲームが好きなのは弟の影響で、テーブルトークRPGも弟が買っていた雑誌で知った。日常生活でも事あるごとに、藤浪と「ゲームならこういうデザイン、こういう解釈になる」といった会話をしているという。
『マンションズ&ドラゴンズ』を執筆する頃から、一連の作業をパソコンに移行している。

### 同人活動
『笹吉横丁』というサークル名で同人活動をしている。藤浪智之のサークル『金星楽団』と合同で出展することが多い。頒布物はオリジナル作品のほか、仕事で描いた作品の資料集、アニメやコンピューターゲーム等をモチーフとした無電源ゲームなど。

## 経歴
漫画やアニメが好きで、小学生の頃から漫画を描いていた。高校も漫研があることを理由に選んだらしい。その後、グラフィックデザインの専門学校に進学、卒業する頃にゲームの仕事をしたいと思い立ち、双葉社に持ち込みをする。双葉社ではちょうど『ファミコン4コマまんが王国』シリーズの立ち上げの企画があり、それがきっかけで1991年にフリーの漫画家としてデビュー、初仕事でいきなり表紙を任されることとなった。

### 家庭用ゲーム系ジャンルでの活動
双葉社刊行の『4コマまんが王国』シリーズほか、テレビゲーム版権もののアンソロジー・コミックを、1991年から1996年ごろまで多数執筆。『4コマまんが王国』レーベルの立ち上げに中心的役割を果たし、同レーベルの黎明期・最盛期を支えた。1996年以降は徐々に同レーベルから離れ、オリジナル作品の執筆に移行する。
コンシューマーゲームのパッケージイラスト、原画やブックレット、攻略本などの挿絵も多数手がける。

### TRPG系ジャンルでの活動
漫画執筆と平行して、1990年代初頭ごろから、ホビージャパン刊行の『RPGマガジン』で、挿絵イラストの仕事を開始。それを機に、『ログアウト』（アスキー/休刊）、『ドラゴンマガジン』（富士見書房）などのゲーム雑誌でテーブルトークRPG記事関連のイラストで活躍。ドラゴンマガジン誌上の人気TRPG『ソード・ワールドRPG』のQ&Aコーナーでは挿絵枠でミニ・コミックを展開した。
富士見書房刊行のトレーディングカードゲーム『モンスターコレクション』でもイラストの一部を担当し、人気キャラクター「ブラウニーズ」などを生んだ。

### オリジナル作品へ
初の本格的なオリジナル作品は、ホビージャパン刊行のコミック誌『コミックマスター』誌上の『宇宙おてつだい☆やよいさん』。ゲームデザイナー/ライターの藤浪智之が原作を担当した。その後も藤浪とコンビを組むことが多く、PS用ロールプレイングゲーム『だんじょん商店会 〜伝説の剣はじめました〜』などを発表。この頃からオリジナル作品が主体となる。
ワニブックス刊行の「コミックガム」で、2000年よりファンタジーRPG風コミック『マンションズ&ドラゴンズ』及びその続編にあたる『ダークローダーズ 魔王のおしごと』を連載（2006年8月に完結）。

## 作品リスト

### オリジナル作品
- 宇宙おてつだい☆やよいさん（漫画/1997年1月、原作：藤浪智之）
- だんじょん商店会〜魔女のお店はじめました〜（キャラクターデザイン・挿画/2000年、文：藤浪智之）エンターブレイン〈ファミ通文庫〉
- ちかちかプラネッツ（まんがタイムきらら2002年5月17日〈Vol.1〉- 2004年1月9日〈2月号〉、まんがタイムきららMAX2005年9月20日〈11月号〉- 2005年12月19日〈2006年2月号〉）単行本：全1巻（2006年4月27日発売、芳文社まんがタイムKRコミックス）
- マンションズ&ドラゴンズ（漫画/2000年4月 - 2003年6月、原作：藤浪智之）コミックガム連載（ワニブックス出版）
- ダークローダーズ 魔王のおしごと（漫画/2004年6月24日 - 2006年8月、原作：藤浪智之）コミックガム連載（ワニブックス出版）
- Treasure Tail シリーズ（絵/2005年9月 - 11月、作：藤浪智之）
- コトノハ通信 マンションズ＆ドラゴンズ＆ダークローダーズ・ノベル（漫画＆挿絵/2010年5月、文：藤浪智之）
- 角川つばさ文庫 バニラのお菓子配達便! 〜スイーツデリバリー〜（絵/2010年11月、文：藤浪智之）
- きみが決めるストーリーブック ドラゴンカリバー 〜とりもどせ！巨人の宝物〜（絵/2023年5月、文：藤波智之）（大創出版）[7] ※書店流通なし
- きみが決めるストーリーブック ふしぎ探検キミ＆ユメ 〜消えた人形事件〜（絵/2023年5月、文：藤波智之）（大創出版）[7]※書店流通なし

### ゲームアンソロジーコミック
- 双葉社 - 4コマまんが王国シリーズにて多数（1991年 - 1996年）
- 光文社 - ぷよぷよ 4コマギャグバトルなど多数
- ホビージャパン - Fate/hollow ataraxia アンソロジーコミックに寄稿（原作ゲームは18禁だが本書は一般向け）

### ゲームソフト
- だんじょん商店会 〜伝説の剣はじめました〜（キャラクターデザイン/1998年10月29日）

### 挿絵・イラスト（オリジナル作品以外）
- 角川書店 - 『テーブルトークRPGがよくわかる本』（表紙・本文イラスト）著者：安田均・村川忍
- 角川書店 - 『ルナル・サーガ』シリーズ（SDキャラ4コマまんが）著者：友野詳・グループSNE
- 富士見書房 - 『ソード・ワールドRPG Q&Aブック』（表紙・本文イラスト）著者：清松みゆき・グループSNE
- 富士見書房 - 『モンスターコレクションTCG』（イラストの一部）
- アスキー ファミ通文庫 - 『わくわく7 わくわくが止まらない』（表紙・イラスト）著：嬉野秋彦
- ケイブンシャ - 『恐竜戦隊ジュウレンジャーRPG大百科』（イラスト・概要紹介コミック）著：大角童子、斉藤睦志
- パイオニアLDC - 『蓬萊学園の初恋!!』 ドラマCD（ブックレット挿絵）原作：新城十馬
- ファミリーソフト - 『こみゅにてぃ・ぽむ〜想い出を抱きしめて〜』（パッケージイラスト。同名の再発版のみ）
- ソニー・コンピュータエンタテインメント - 『ベルデセルバ戦記』（販促用コミック。攻略本にも収録）
- ティーツー出版 - To Heart アンソロジー+α（表紙イラスト）
- モエールパブリッシング - 『萌えわかり! ファンタジービジュアルガイド』（イラスト）
- ハーヴェスト出版 みのり文庫 - 『てぃあてぃあ。』（全巻の表紙＆挿画の一部を担当） - 『ティアーズ・トゥ・ティアラ 花冠の大地』の短編集。全3巻。著者：藤浪智之
- 富士見書房 富士見ドラゴンブック - 『ダブルクロス The 3rd Edition リプレイ・カオスガーデン 楽園のイヴ』（一部イラスト） 著者：藤波智之/F.E.A.R.
- KADOKAWA - 『艦隊これくしょん -艦これ- 艦これRPG』解説コミック（各巻）